# Cyrus Edwin Dallin
Cyrus Edwin Dallin, född 22 november 1861,  död 14 november 1944, var en amerikansk skulptör.
Cyrus Edwin Dallin utbildade sig till en säker och kraftfull djurskulptör. Bland hans mest berömda arbeten märks Indianryttare, som finns uppställda i parker i Chicago och Philadelphia. Han har bland annat gjort en staty av Paul Revere till häst i Boston och Appeal to the Great Spirit vid Museum of Fine Arts, Boston. Han gjorde även ängeln Moroni på toppspiran av mormontemplet i Salt Lake City. Dallin var unitarist och tackade ursprungligen nej till uppdraget. Hans staty av ängeln Moroni har blivit en symbol för Jesu Kristi Kyrka av Sista Dagars Heliga och varit förebild för liknande statyer på andra av kyrkans tempel.
Dallin tog bronsmedalj i herrarnas lagtävling i bågskytte vid olympiska sommarspelen 1904.

## Galleri

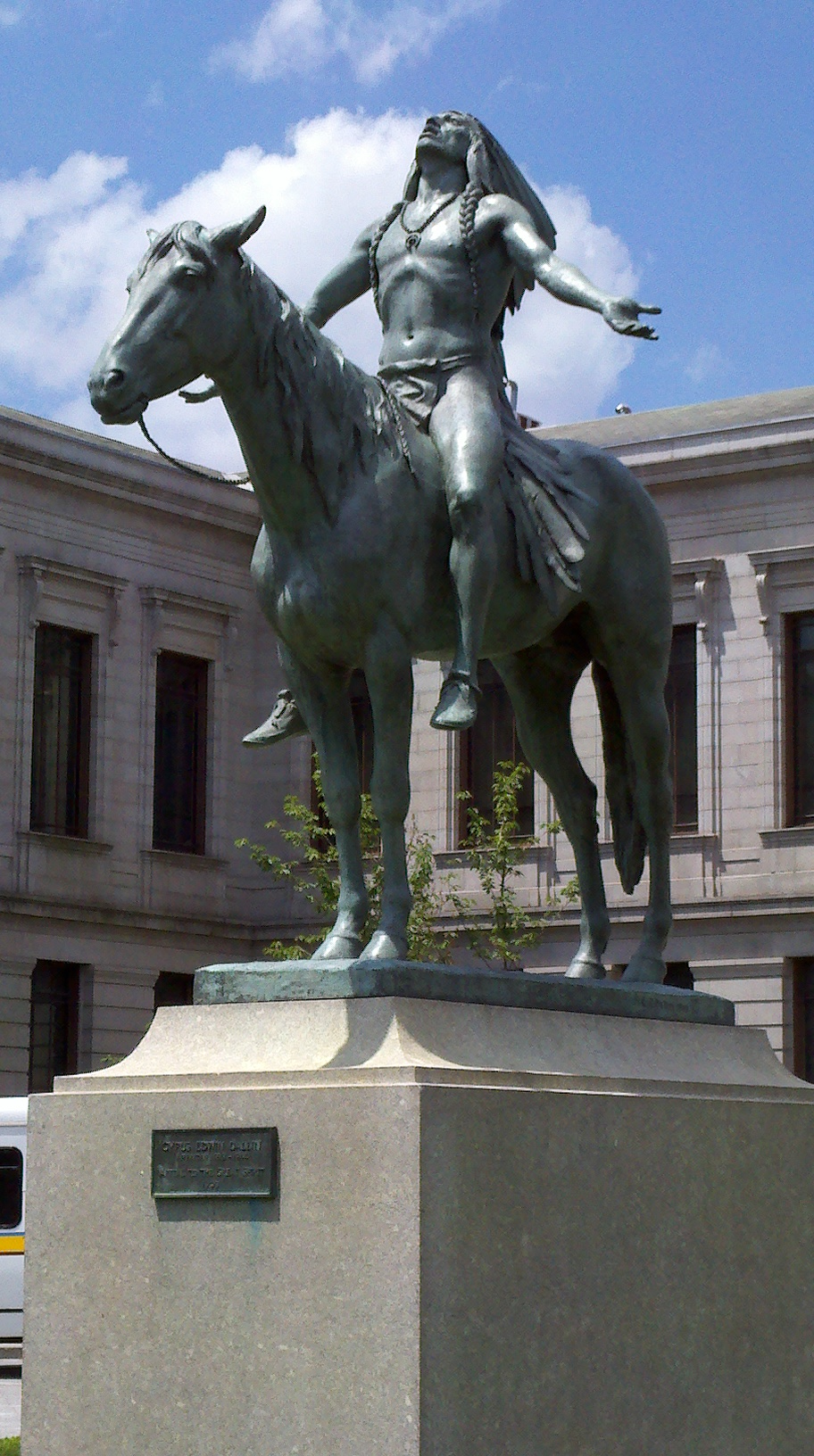
Appeal to the Great Spirit (1908), Museum of Fine Arts, Boston.
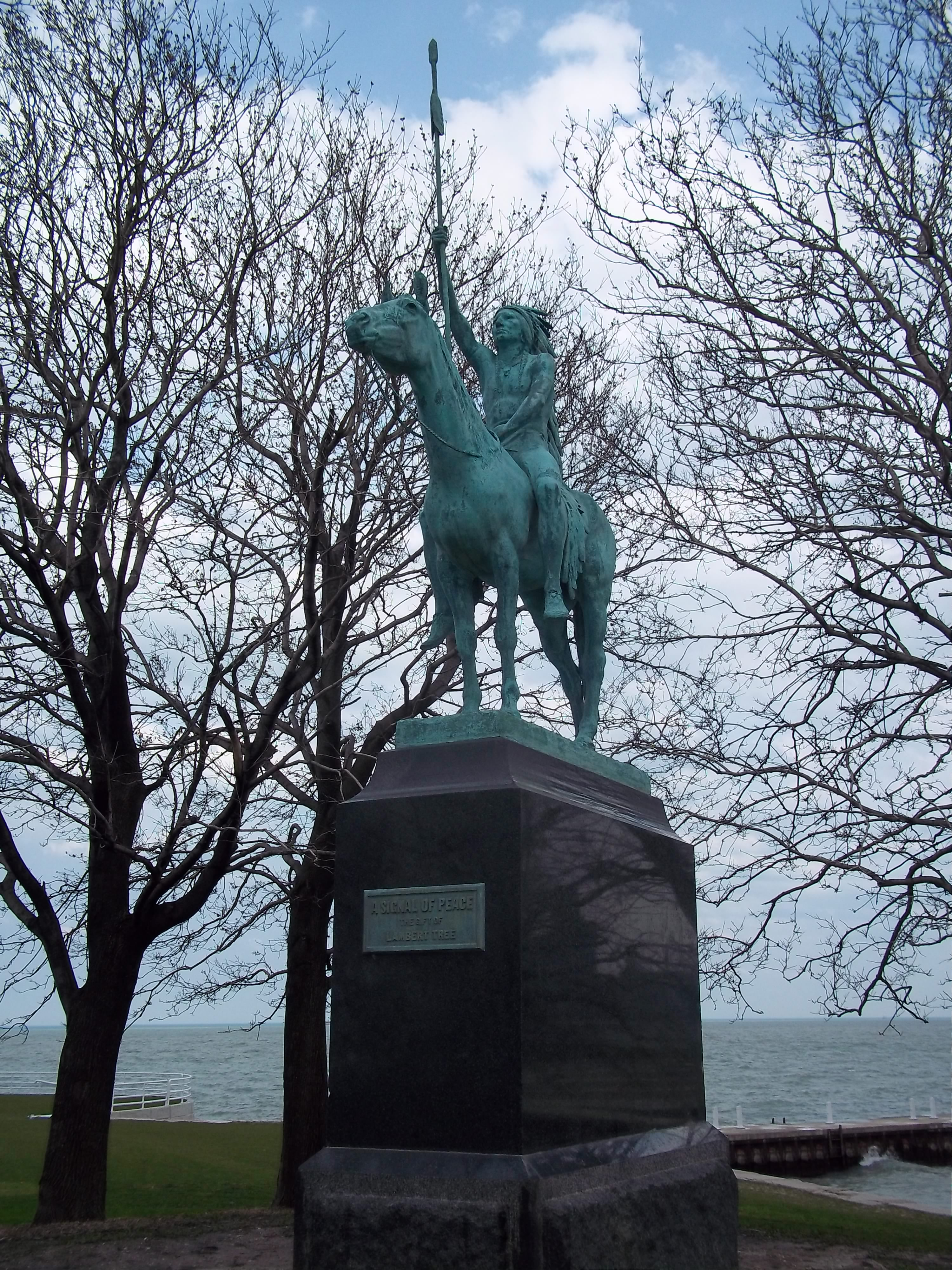
Signal of Peace (1890),  Chicago.
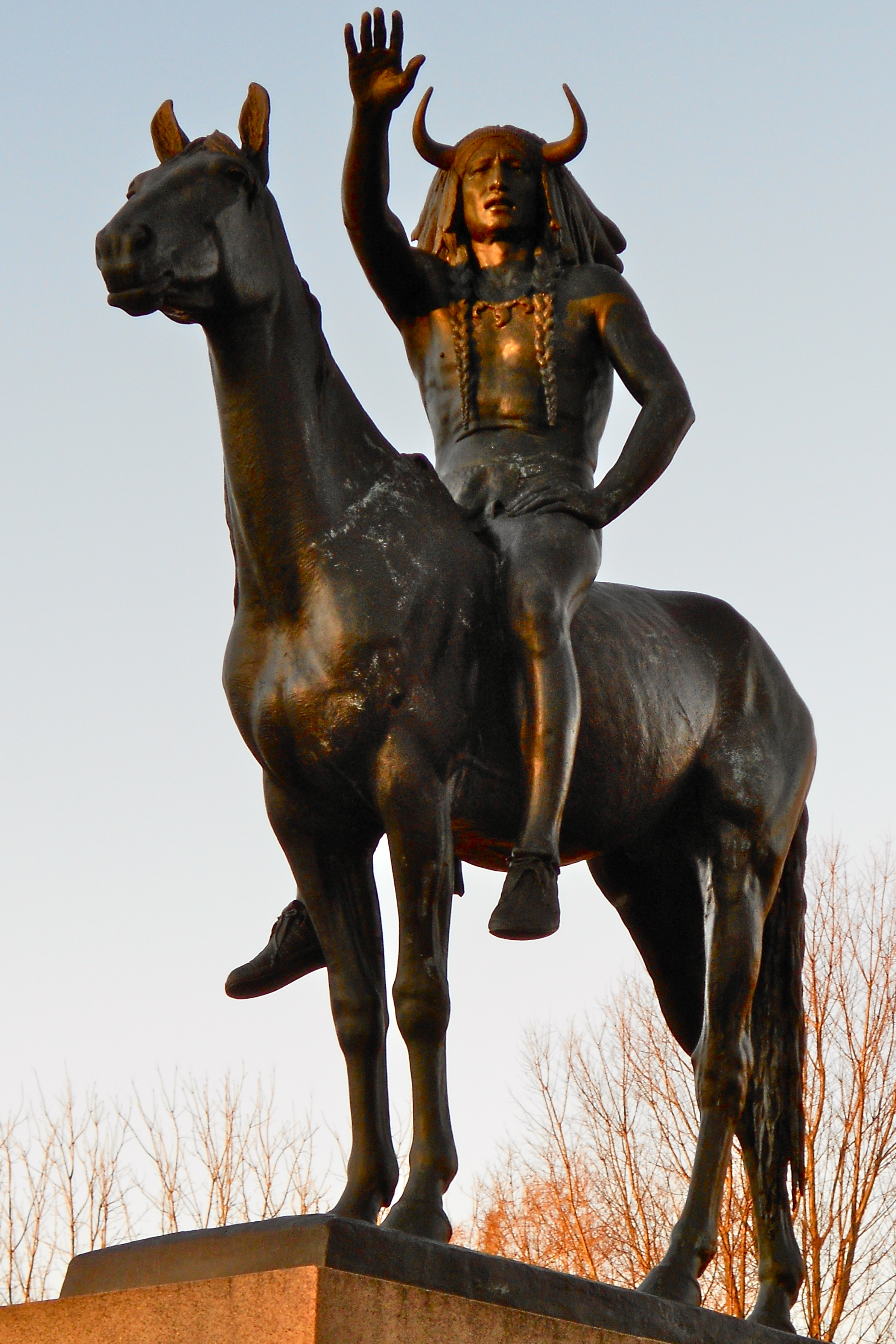
The Medicine Man  (1899),  Philadelphia.
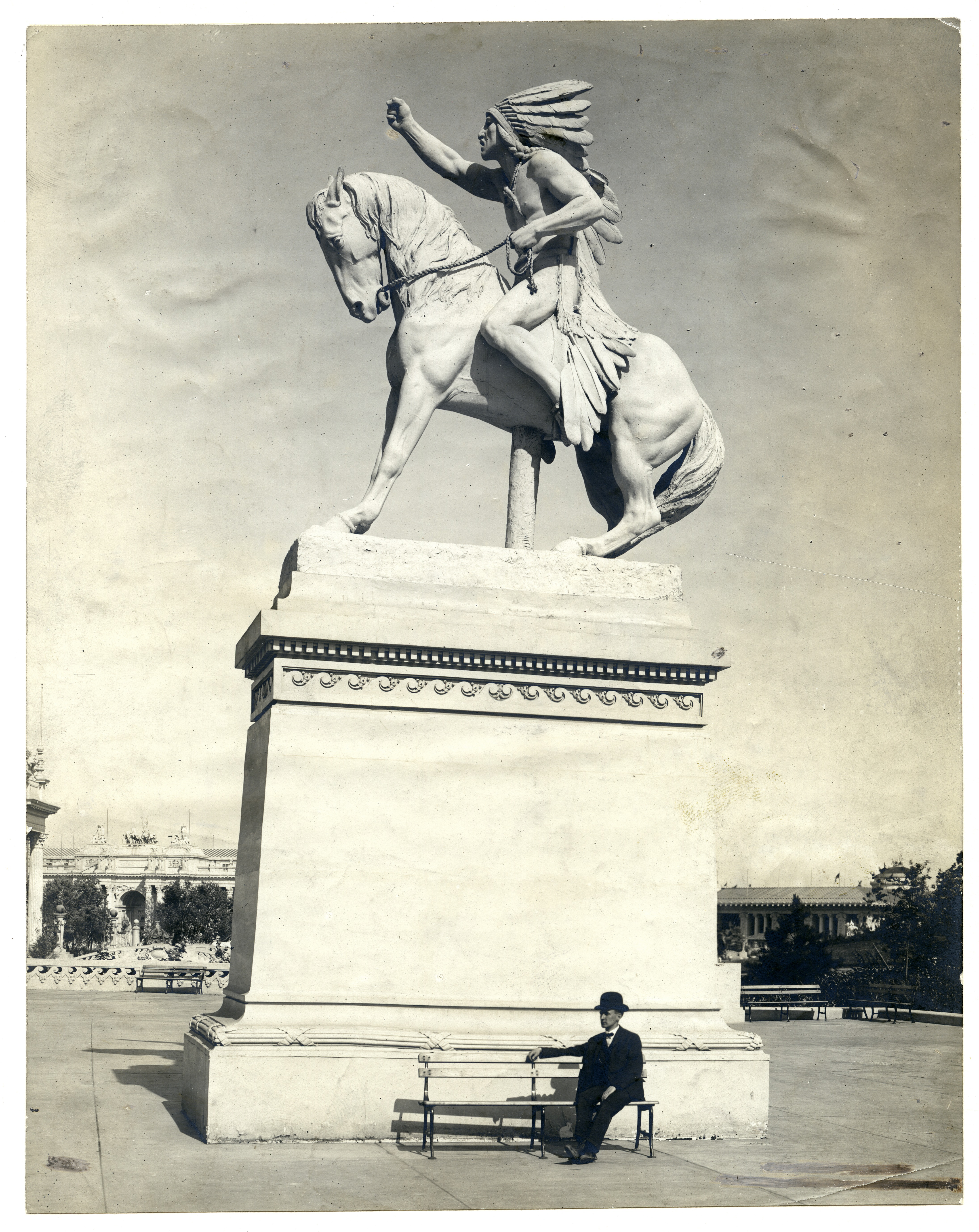
Protest of the Sioux (1904),  St. Louis.
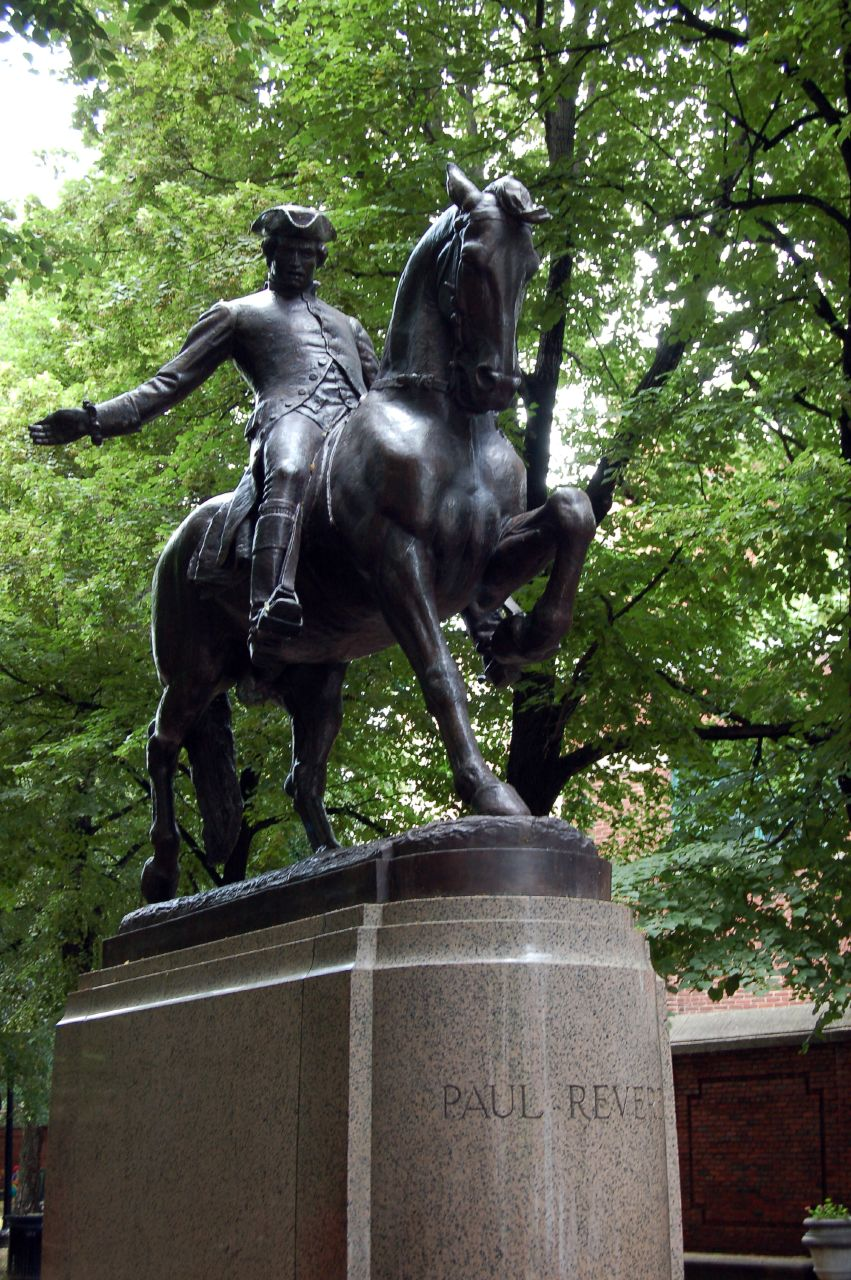
Staty av Paul Revere Boston.
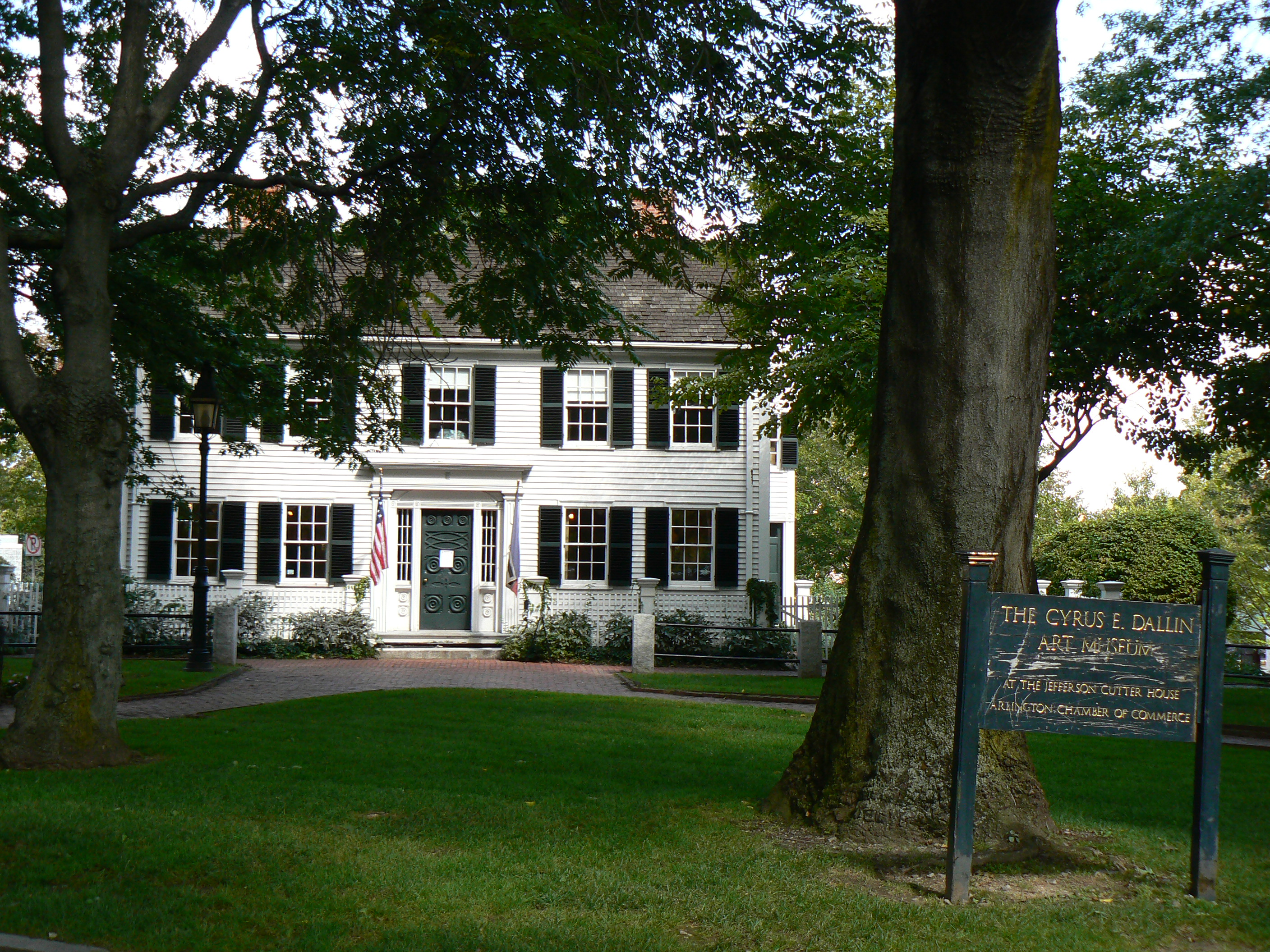
Cyrus E. Dallin museum i Arlington, Massachusetts.